# Chiesa di San Rocco (Bellinzona)
La chiesa di San Rocco è un edificio religioso che si trova a Bellinzona in Canton Ticino.

## Storia
L'origine della chiesa è da ricercare nel testamento di Jacopo Cattaneo dei Capitanei di Gnosca, che l'11 settembre 1330 ne chiedeva la costruzione col nome di Santa Maria del Ponte. Per questa ragione, la chiesetta era detta "dei Cattanei".
Nel XV secolo viene realizzato il soffitto a cassettoni. Venne rasa al suolo quasi completamente, ma nel 1478 venne ricostruita in seguito alle proteste popolari. Nel 1832 venne rifatta la facciata.
Un'importante ristrutturazione avvenne nel 1926.

## Descrizione
La chiesa si presenta con una pianta ad unica navata, suddivisa in tre campate e sovrastata da una falsa volta a crociera.
Oltre ad alcune tele del Seicento, la chiesa conserva un paliotto in scagliola di G.M Pancaldi, alcuni cancelletti in ferro battuto e stucchi decorativi, tutte opere realizzate nel corso del Settecento.